# Passaporto lussemburghese
Il passaporto lussemburghese è un documento d'identità rilasciato ai cittadini lussemburghesi per effettuare viaggi all'estero fuori dall'Unione europea e dallo Spazio economico europeo.
Vale come prova del possesso della cittadinanza lussemburghese ed è necessario per richiedere assistenza e protezione presso le ambasciate del Granducato nel mondo.
Ai sensi dell'articolo 21 Diritto di libera circolazione e di soggiorno dei cittadini dell'UE del trattato UE, i cittadini lussemburghesi possono vivere e lavorare liberamente in qualsiasi paese dell'Unione europea. Per i viaggi all'interno dell'Unione, ai cittadini lussemburghesi è sufficiente la carta d'identità granducale.

## Caratteristiche
Il passaporto lussemburghese rispetta le caratteristiche dei passaporti dell'Unione europea.
La copertina è di colore rosso borgogna con al centro un grosso emblema raffigurante un leone rampante di rosso con la coda forcata, coronato, rostrato e linguato, le scritte UNION EUROPEENNE, GRAND-DUCHE DE LUXEMBOURG e PASSEPORT in sequenza a sinistra sopra lo stemma.
In basso a sinistra l'emblema di stato del Granducato del Lussemburgo, in versione piccola e sotto il simbolo del passaporto biometrico  che viene rilasciato dal 31 luglio 2006.

### Pagina di informazioni sull'identità
Il passaporto lussemburghese include i seguenti dati:
- Foto del titolare del passaporto (Larghezza: 35mm, Altezza: 45mm; Altezza testa (fino alla sommità dei capelli): 34.5mm; Distanza dalla parte superiore della foto alla parte superiore dei capelli: 3mm)
- Tipo (P)
- Codice dello Stato che lo ha rilasciato
- Numero di passaporto
- 1. Cognome
- 2. Nome
- 3. Nazionalità
- 4. Altezza
- 5. Sesso
- 6. Data di nascita
- 7. Numero personale
- 8. Autorità (luogo di emissione)
- 9. Luogo di nascita
- 10. Data di rilascio
- 11. Firma del titolare
- 12. Data di scadenza

La pagina di informazioni termina con la linea trasparente e la zona a lettura ottica.
Facoltativamente, il passaporto può anche includere informazioni sull'etnia del titolare del passaporto, i figli minorenni e il loro nome in diversa orografia (forma storica o forma originale in una lingua diversa).

## Requisiti per il visto
Secondo l'indice Henley Passport 2019, i cittadini lussemburghesi possono visitare 187 paesi senza un visto o con un visto concesso all'arrivo. Inoltre, l'Organizzazione Mondiale del Turismo ha anche pubblicato un rapporto il 15 gennaio 2016 che classifica il passaporto lussemburghese 1º al mondo (a pari merito con i passaporti britannico, danese, finlandese, tedesco, italiano e di Singapore) in termini di libertà di viaggio, con un indice di mobilità di 160 (su 215 con nessun visto pesato per 1, visto all'arrivo pesato per 0. 7, eVisa di 0,5 e visto tradizionale ponderato di 0). I cittadini lussemburghesi possono vivere e lavorare in qualsiasi stato membro dell'UE, Islanda, Liechtenstein, Norvegia e Svizzera in virtù del diritto di libertà di movimento concesso dall'articolo 21 del trattato UE.